# Nokia N76
Nokia N76 – telefon komórkowy prowadzony na rynek w styczniu 2007 roku przez firmę Nokia. Należy on do serii urządzeń Nokia N.

## Dane techniczne

### System operacyjny
- Symbian 9.2
- Interfejs użytkownika: Series 60, 3rd Edition

### Procesor
- ARM 11, 369 MHz

### Pamięć
- 26 MB
- 96 MB pamięci RAM
- 128 MB pamięci ROM
- Możliwość zwiększenia pojemności pamięci o 2 GB poprzez włożenie karty microSD

### Wyświetlacz

#### Główny
- Wyświetlacz typu TFT
- 16 milionów kolorów
- 240x320 pikseli
- Przekątna: 2,4 cala

#### Dodatkowy
- Wyświetlacz typu TFT
- 256 tys. kolorów
- 128 ×  160pix
- Przekątna: 1,36 cala

### Aparat

#### Główny
- 2 Mpix
- Rozdzielczość: 1600x1200 px
- zoom cyfrowy x 20

#### Dodatkowy
- rozdzielczość 640 × 480 px

### Zasilanie
- Ładowanie przez port USB
- Wymienna bateria

#### Maks. czas działania telefonu w sieci 2G
- Podczas czuwania – 200 godz.
- Podczas rozmów – 165 min.

#### Maks. czas działania telefonu w sieci 3G
- Podczas czuwania – 192 godz.
- Podczas rozmów – 120 min.

## Transmisja danych
| CSD  | Tak      |
| GPRS | Klasa 32 |
| EDGE | Klasa 12 |
| 3G   | Tak      |

## Funkcje dodatkowe
Dodatkowo telefon wyposażony jest w:
- Przeglądarkę HTML
- klienta e-mail używającego protokołów POP3, IMAP4, SMTP
- zegar
- stoper
- minutnik
- kalendarz
- dyktafon
- kalkulator
- alarm
- przelicznik walut
- funkcję push to talk
- odtwarzacz muzyki obsługujący formaty: AAC, eAAC+, WMA, MPEG-4 (MP4), WAV, M4A, RA
- odtwarzacz wideo obsługujący formaty: MPEG-4 (MP4), H-263 i H-264
- funkcję głosowego wybierania numeru
- system głośnomówiący
- funkcję wideotelefonu
- słownik T9